# Lepadella neboissi
Lepadella neboissi är en hjuldjursart som beskrevs av Berzinš 1960. Lepadella neboissi ingår i släktet Lepadella och familjen Lepadellidae. Inga underarter finns listade i Catalogue of Life.